# Erwin van Breugel
Erwin van Breugel (Schijndel, 9 januari 1982) is een Nederlands voetbaltrainer.

## Carrière
Van Breugel groeide op in Schijndel en was als jeugdspeler actief bij de plaatselijke voetbalclub Avanti '31 en later bij Top Oss. Op 16−jarige leeftijd is hij naar het CIOS in Arnhem gegaan, waar hij uiteindelijk zijn TC 3 en TC 2 wist te behalen. Van 2003 tot 2005 speelde hij bij Blauw Geel '38, waar hij tevens jeugdtrainer was. Gedurende zijn tweede seizoen bij Blauw Geel werd hij benaderd door Top Oss om daar de B1 te komen trainen.
Op zijn 23e werd Van Breugel toegelaten tot de TC 1 trainerscursus, waarmee hij de jongste cursist ooit werd. In dat jaar wist Van Breugel zich via de cursus en zijn stageperiode bij de A1 van RKC te ontwikkelen. Na het afronden van zijn cursus werd Van Breugel jeugdtrainer bij RKC C1. Vanwege het feit dat het team viermaal per week trainde was Van Breugel wel genoodzaakt te stoppen met voetballen.
In zijn tweede seizoen bij RKC wist Van Breugel met de B1 te promoveren naar de eredivisie. In 2009 werd de jeugdopleiding van RKC samengevoegd met de jeugdopleiding van Willem II tot de RJO Willem II/RKC. Hier was Van Breugel een seizoen coach van de B2 en twee seizoenen coach van de B1. Tijdens deze periode was van Breugel tevens videoanalist bij het eerste elftal van RKC en bij Nederland onder 19. Van 2012 tot 2013 was Van Breugel hoofdtrainer van zaterdag tweedeklasser SC 't Zand en videoanalist van Jong Oranje.
In de zomer van 2013 ging Van Breugel aan de slag als eindverantwoordelijke bij Blauw Geel '38 als opvolger van de naar Achilles '29 vertrokkene Francois Gesthuizen. In november 2015 werd bekend dat hij aan het einde van het seizoen de club zou gaan verlaten.
Van 11 februari 2015 tot 22 februari 2015 werd Van Breugel − na het vertrek van hoofdtrainer Martin Koopman − twee wedstrijden interim−trainer. Resultaten waren een 2−0 nederlaag tegen FC Volendam en een 4−4 gelijkspel tegen Jong Ajax. Op zijn eerste dag als interim-trainer maakte RKC bekend dat Van Breugel na de aanstelling van een hoofdtrainer de functie als assistent-trainer krijgt toegewezen. Vanaf 2018 was hij assistent van Fred Grim. Op 4 maart 2020 werd zijn contract niet verlengd en werd op non actief gezet.
In het seizoen 2023/24 was hij assistent van Grim bij FC Emmen. Op 9 april 2024 werd bekend dat het duo werd ontslagen na het tot dat moment tegenvallend te noemen seizoen van FC Emmen.